# ジョーのガレージ
『ジョーのガレージ』（原題：Joe's Garage）は、フランク・ザッパが1979年に発表した連作アルバム。3枚のLPで一つの物語を表現したコンセプト・アルバムである。

## 解説
1979年9月、第1弾の『Joe's Garage: Act I.』が発売され、11月に続編となる2枚組LP『Joe's Garage: Acts II & III』が発売された。1987年に初CD化された際には、Act IからIIIまでの全曲を2枚のCDにまとめたフォーマットとなったが、2002年発売の紙ジャケットCDでは、オリジナルLPと同様、『ジョーのガレージ Act I』と『ジョーのガレージ Acts II & III』に分割された（ただし、『Acts II & III』は1枚のCDにまとめられている）。
本作のストーリーは、ただギターを弾いて楽しみたいだけの主人公・ジョーを苦しめる社会統制、消費主義、企業の人権侵害、ジェンダー政治学、宗教、ロックンロール的ライフスタイルといったものを風刺した内容である。
『Joe's Garage: Act I.』はノルウェーのアルバム・チャートにおいて13週にわたってトップ10入りし、2週連続で1位を獲得する大ヒットとなった。
2008年9月、Pat Towneの監督により、ロサンゼルスで本作が舞台劇として上演された。これに関しては、ザッパの未亡人であるゲイルからも公認されている。

## キャスト
- フランク・ザッパ - 中央監視官、ラリー、ライリー・B・ジョーンズ神父、バディ・ジョーンズ
- アイク・ウィリス - ジョー
- デイル・ボジオ - メアリー
- デニー・ウォーリー - ボーグ夫人
- アル・マーキン - バティス警部
- ウォーレン・ククルロ - サイ・ボーグ
- エド・マン - サイ・ボーグ
- テリー・ボジオ - 禿げ頭のジョン

## 収録曲
全曲フランク・ザッパ作。

### Act I
1. 中央監視官 - "The Central Scrutinizer" - 3:28
2. ジョーのガレージ - "Joe's Garage" - 6:09
3. カソリック・ガールズ - "Catholic Girls" - 4:19
4. クリュー・スラット - "Crew Slut" - 6:38
5. びしょ濡れTシャツコンテスト - "Fembot in a Wet T-Shirt" - 4:44
6. オン・ザ・バス - "On the Bus" - 4:31
7. ホワイ・ダズ・イット・ハート・ウェン・アイ・ピー - "Why Does It Hurt When I Pee?" - 2:23
8. ルシール - "Lucille Has Messed My Mind Up" - 5:42
9. 監視官後奏曲 - "Scrutinizer Postlude" - 1:34

### Act II
1. 過激さの象徴 - "A Token of My Extreme" - 5:29
2. スティック・イット・アウト - "Stick It Out" - 4:34
3. サイ・ボーグ - "Sy Borg" - 8:55
4. ユダヤ人のためになんて働くな - "Dong Work for Yuda" - 5:03
5. キープ・イット・グリージー - "Keep It Greasey" - 8:21
6. アウトサイド・ナウ - "Outside Now" - 5:49

### Act III
1. ヒー・ユースト・トゥー・カット・ザ・グラス - "He Used to Cut the Grass" - 8:35
2. パッカード・グース - "Packard Goose" - 11:31
3. イースターのスイカ - "Watermelon in Easter Hay" - 9:05
4. ア・リトル・グリーン・ロゼッタ - "A Little Green Rosetta" - 8:14

## 参加ミュージシャン
- フランク・ザッパ - リードギター、ボーカル
- アイク・ウィリス - ボーカル
- ウォーレン・ククルロ - リズムギター、ボーカル
- デニー・ウォーリー - スライドギター、ボーカル
- ピーター・ウルフ - キーボード
- トミー・マーズ - キーボード (Act Iのみ)
- アーサー・バロウ - ベース、ボーカル
- エド・マン - パーカッション、ボーカル
- ヴィニー・カリウタ - ドラムス
- ジェフ - テナー・サックス
- マージナル・チャグリン - バリトン・サックス
- Stumuk - バス・サックス
- クレイグ・スチュワード - ハーモニカ
- デイル・ボジオ - ボーカル
- アル・マーキン - ボーカル
- パトリック・オハーン - ベース(on "Outside Now")